# Не казвай на мама
„Не казвай на мама“ е български роман на писателя и сценарист Николай Йорданов. Това е неговият дебютен роман, публикуван на 12 март 2020 година. Сюжетът се развива в продължение на над 40 години в повече от 10 държави на четири континента и проследява историите на десет хомосексуални момичета и момчета от България, Иран, Ирак, Испания, Уганда, САЩ, Судан и Южна Корея. Романът е издаден и на английски език под заглавие Don't Tell Mama. Преводът е на писателя фантаст Владимир Полеганов. За книгата са създадени три различни корици от художника Борис Праматаров, а за представянето ѝ – илюстрации на Текла Алексиева. През октомври същата година „Не казвай на мама“ е адаптирана като аудио драматизация, а през декември получава номинация за Хеликон (литературна награда).

## Създаване
Романът е писан в продължение на 7 години. В шоуто на Николаос Цитиридис авторът споделя, че ръкописът му е бил откраднат през 2013 година и започва работата по текста отначало. За да проучи иранския сюжет подписва официално писмо пред Посолството на Ислямска република Иран, че няма да описва нищо, видяно в страната, в статия или книга. За някои от историите са използвани прототипи.

## Представяне
Премиерата на романа е насрочена за 14 март 2020 година с танцов спектакъл на хореографа Коста Каракашян, но е отменена заради обявеното ден по-рано извънредно положение във връзка с настъпилата Пандемия от коронавирус (2019 – 2020). Представянето се състои чрез онлайн събитие на живо два месеца по-късно, на 08.05.2020 г., в партньорство с Фондация Сингъл Степ. Водещ е Георги Тошев (журналист). Премиерата е гледана от близо 7000 зрители в рамките на първите 24 часа след качването ѝ във Фейсбук.

## Танцов филм
„Не казвай на мама“ е пресъздаден като късометражен танцов филм на режисьора Теодора-Косара Попова. По-късно през годината нейният документален „Танда“ носи номинация на НАТФИЗ и България за „Студентски Оскар“ за първи път от 1983 година насам. Във филмовата адаптация участват танцьори от различни стилове, а персонажите са озвучени от част от актьорския състав на аудио-драматизацията на романа. Хореографията е на Коста Каракашян и Радостина Точева. „Не казвай на мама“ е селектиран в конкурсната програма за късометражно кино на фестивала Синелибри.

## Аудио книга
Tв водещата Наталия Симеонова, която изпълнява ролята на Тамика, обявява участието си в проекта в „Шоуто на Николаос Цитиридис“ през февруари. Освен нея в аудио адаптацията на книгата участват актьорите Бойко Кръстанов, Боряна Братоева, Севар Иванов, Явор Караиванов, Вилиян Гешев и Теодор Ненов, певците Прея и Тино (Гласът на България), и писателката Ваня Щерева. Записите са направени в Андарта Студио през 2020 г.
| Персонаж      | Държава    | Озвучава          |
| ------------- | ---------- | ----------------- |
| Александър    | България   | Явор Караиванов   |
| Фуад          | Ирак       | Тино              |
| Хаким         | Ирак       | Севар Иванов      |
| Иман          | Иран       | Ваня Щерева       |
| Матиас        | Испания    | Вилиян Гешев      |
| Тамика        | САЩ        | Наталия Симеонова |
| Отвъд / Касим | Судан      | Теодор Ненов      |
| Лука          | Уганда     | Бойко Кръстанов   |
| Миембре       | Уганда     | Прея              |
| Нае-Ил        | Южна Корея | Боряна Братоева   |

## Критически отзиви

### Българско издание
Деми Милчева от „Егоист“ описва романа като „...многоизмерен, съчувстващ и пъстър... пленителен с начина, по който лириката му показва как стигмата за смисленото извън нас и обуславящото безсмислие на вътрешния ни свят е толкова обща, че се самоунищожава.“
Блогърът Мимо Гарсия препоръчва текста като „блестящ“, „училище-чистилище“ и „огледало на собствените комплекси и на неизказаните лични тайнства…“
В рецензия за Huge.bg, Христо Серафимов пише: „Не казвай на мама“ не се съобразява със стилистиката на класически литературни канони. Той е пълнокръвно постмодерно творение, което разчупва традиционните очаквания към средностатистическия гей роман."
Августина Тодорова-Пенева рецензира „Не казвай на мама“ в своя блог „С книга в полунощ“, определяйки я като „пряма и притеснителна книга“, отличавайки корицата, нивото на диалога и наситеността на сюжета.
Според Николета Габровска от Single Step книгата „...не признава табута, не просто защото на моменти е болезнено откровена за четене. Тя е смела писателски. Тази книга има рядката способност да те накара да почувстваш с кожата си любовта, смъртта и изживяването между двете.“

### Англоезично издание
Френският литературен блог Ted and her Books оценява „Не казвай на мама“ с 5 от 5 звезди, обръщайки внимание на достоверността на персонажите, и описва книгата като „образователна, но и шокираща“
Патриша Лим от Book Geek Musings Blog поставя оценка 4/5 с акцент върху полисюжетността на книгата, но критикува характерността на някои от персонажите.
Инстаграм блогът aReadHer дава оценка 4/5, пишейки "Въпреки че не съм фен на многото истории, пакетирани в една книга, в случая [това] наистина работи".
Индонезийският критик Фара Факхира оценява романа с 3 от 5 звезди, критикувайки сходно звучащите монолози на някои от персонажите, но с адмирации към „уникалната структура“ на наратива.
Емили Томпсън от Reedsy също споделя „затруднения да проследя всички всеки от персонажите и техните сложни животи“. Тя определя книгата като „прекрасно написана и поетична“, сравнявайки я със „Страстта на новата Ева“ на Анджела Картър заради „предизвикателството към половите и сексуалните стереотипи“. Според нея романът поставя въпроса какво всъщност е реалността.
Писателката и критик K. C. Finn дава оценка 5/5 с думите „Наслаждавах се на тази книга от начало до край, не на последно място заради финеса, с който са представени напълно изградените персонажи, чиято достоверност се усеща от първата среща на читателя с тях.“ Тя отличава историята на севернокорейката Нае-ил, описвайки я като „емоционално пътешествие“.
В рецензия за Reader's Favorite Maria Victoria Beltran оценява романа с 5 от 5 звезди с думите „Не казвай на мама“ завършва по най-необичайният начин с неназовано присъствие, като че от друг свят, обединявайки всички истории [в книгата] за любов, насилие и тайни в единен литературен шедьовър".

## Продължение
В специално интервю в края на юни 2022, авторът Николай Йорданов споделя, че готви продължение, което носи заглавието "Не казвай на никого" и се очаква да излезе през 2024г. 